# Mario de las Casas
Pour les articles homonymes, voir De las Casas.
Mario de las Casas Ramírez (Lima, 31 janvier 1901 – Callao, 10 octobre 2002) est un footballeur international péruvien qui jouait au poste de défenseur.

## Biographie
De Las Casas a tour à tour été joueur, entraîneur et dirigeant (entre 1928 et 1930) de l'Universitario de Deportes de Lima (appelé jusqu'en 1933 Federación Universitaria). Il sera entraîneur-joueur en 1928 puis entraîneur une deuxième fois en 1934. En 1929, il est sacré champion du Pérou comme joueur puis champion comme entraîneur en 1934.  
Mais il est surtout connu pour avoir participé avec l'équipe du Pérou à la Coupe du monde 1930 en Uruguay, sélectionné par l'entraîneur espagnol Francisco Bru. Son pays tombe dans le groupe C avec la Roumanie et le futur vainqueur et hôte, l'Uruguay. De Las Casas prend part aux deux rencontres du Pérou qui se soldent en autant de défaites.
Préalablement, il avait été convoqué dans la liste de joueurs appelés à disputer le Championnat sud-américain 1929, sans toutefois disputer de rencontres. Ce n'est que six ans plus tard qu'il prend part au match contre l'Argentine, le 20 janvier 1935, lors du Championnat sud-américain 1935 à Lima (défaite 1-4).

## Palmarès
| Universitario de Deportes (sous le nom de Federación Universitaria) - Championnat du Pérou (1) : - Champion : 1929. - Vice-champion : 1928. |  | Universitario de Deportes - Championnat du Pérou (1) : - Champion : 1934. - Vice-champion : 1928. |